# Strepsiptera
Strepsiptera (etimologie: aripă întoarsă, din limba greacă: strepsis, „îndoit” și pteron, „aripă”) este un ordin de insecte endopterigote, care conține mai mult de 600 de specii. Majoritatea vieții lor, aceste insecte trăiesc ca paraziți la alte insecte, cum ar fi albine, viespi și blatodee. 